# Erweiterte Lamportzeit
Die erweiterte Lamportzeit bzw. erweiterte Lamportuhr ist eine Erweiterung der von Leslie Lamport entwickelten Lamport-Uhr.
Für die Lamportzeit gilt Folgendes:
```

  

    

      

        
L

        
C

        
(

        
a

        
)

        
=

        
L

        
C

        
(

        
b

        
)

        
⇏

        
a

        
=

        
b

      

    

    
{\displaystyle LC(a)=LC(b)\not \Rightarrow a=b}

  

```

Um diese Implikation zuzulassen, erweitert man den Zeitstempel der Lamport-Uhr um zusätzliche Informationen, die einer totalen Ordnung unterliegen. Im Rahmen der Lamport-Uhr wäre hier der Name des Prozesses möglich. Man definiert die Uhrenbedingung der erweiterten Lamportzeit wie folgt:
Sei A ein Prozess. Dann sei {\displaystyle LC_{E}(A,e)} die erweiterte Lamportzeit des Prozesses A für ein Ereignis e, und es gilt:
```

  

    

      

        
L

        

          
C

          

            
E

          

        

        
(

        
A

        
,

        
a

        
)

        
<

        
L

        

          
C

          

            
E

          

        

        
(

        
B

        
,

        
b

        
)

        
⇔

        
L

        
C

        
(

        
a

        
)

        
<

        
L

        
C

        
(

        
b

        
)

        
∨

        
(

        
L

        
C

        
(

        
a

        
)

        
=

        
L

        
C

        
(

        
b

        
)

        
∧

        
A

        
<

        
B

        
)

      

    

    
{\displaystyle LC_{E}(A,a)<LC_{E}(B,b)\Leftrightarrow LC(a)<LC(b)\lor (LC(a)=LC(b)\land A<B)}

  

```

Hierdurch erhalten alle Ereignisse einen eindeutigen Zeitstempel, der einer totalen Ordnung unterliegt. Die schwache Konsistenzbedingung bleibt erhalten, denn es gilt (in der Happened-Before Notation):
```

  

    

      

        
a

        
⇒

        
b

        
⟹

        
L

        
C

        
(

        
a

        
)

        
<

        
L

        
C

        
(

        
b

        
)

        
⟹

        
L

        

          
C

          

            
E

          

        

        
(

        
A

        
,

        
a

        
)

        
<

        
L

        

          
C

          

            
E

          

        

        
(

        
B

        
,

        
b

        
)

      

    

    
{\displaystyle a\Rightarrow b\Longrightarrow LC(a)<LC(b)\Longrightarrow LC_{E}(A,a)<LC_{E}(B,b)}

  

```

Mit der erweiterten Lamportzeit gilt demnach die Implikation
```

  

    

      

        
L

        
C

        
(

        
a

        
)

        
=

        
L

        
C

        
(

        
b

        
)

        
⇒

        
a

        
=

        
b

      

    

    
{\displaystyle LC(a)=LC(b)\Rightarrow a=b}

  

```